# Euphyia irrelata
Euphyia irrelata är en fjärilsart som beskrevs av Paul Dognin 1914. Euphyia irrelata ingår i släktet Euphyia och familjen mätare. Inga underarter finns listade i Catalogue of Life.